# João II de Aragão, marquês de Randazzo
João II de Aragão foi Duque de Atenas e Marquês de Randazzo. Esteve à frente dos destinos do ducado de 1338 até 1348. Foi seguido pelo seu filho Frederico I de Atenas. Era filho do rei Frederico II da Sicília e Leonor de Anjou.